# Osruxana
Osruxana, Usruxana, Usrusana ou Osrusana (em persa: اسروشنه; romaniz.: Osrušana ou اُشروسنه, Ošrusana) foi uma antiga região da Transoxiana, na Ásia Central. O Principado de Osruxana foi um estado independente, governado por uma dinastia iraniana de origem soguediana, que existiu na região entre uma data desconhecida e 892 e cujos soberanos ostentavam o título de "Afexim" (Afšin). Ocupava o que é hoje uma parte do leste do Usbequistão e do noroeste do Tajiquistão. Estendia-se de sul para norte desde o curso superior do rio Zarafexã ou Nahr-e Ṣogd, a leste de Samarcanda, até ao grande meandro mais meridional do rio Zarafexã e às franjas ocidentais de Fergana (região de Cujanda). Para sudoeste e sul estendia-se até às montanhas Botamã (Bottamān) que separam a bacia superior do Amu Dária (rio Oxo) e dos seus afluentes pela margem direita do vale do Sir Dária (Jaxartes).
O nome persa Osrušana foi usado para designar a região pelos invasores muçulmanos, mas o nome nativo exato não é claro nas fontes históricas. As formas usadas no Ḥodud al-ʿālam, indicam que o nome original era *Sorušna. O nome Osrušana caiu em desuso no tempo das invasões mongóis.

## Descrição
Os geógrafos medievais descreviam a parte norte de Osruxana como uma região de pastagens e planícies férteis, com uma agricultura rica. A sul, as montanhas Botamã, que geralmente eram referidas como estando dependentes administrativamente do principado e cujos cumes mais altos se elevam a mais de 5 000 m, eram ricas em minerais. Ali se extraía ouro, prara, sal amoníaco e vitríolo, que eram exportados. Ainda mais importante era a extração de minério de ferro, que era usado para fabricar ferramentas e armas nas cidades de Marsmanda e Mānk (ou Mink), de onde eram exportadas, por vezes para locais tão distantes como Coração (na Pérsia) ou o Iraque.
A urbanização era escassa, embora houvesse algumas cidades. A principal cidade da região e capital do principado, ou seja, o local de residência dos governantes, era Bunjicate, atualmente um sítio arqueológico no Tajiquistão, situado junto à aldeia homónima, situada a menos de 10 km em linha reta da fronteira com o Usbequistão e cerca de 20 km a sudoeste de Istarawshan (antiga Ura Tiube) e da entrada do vale de Fergana. Era uma cidade próspera e populosa no século X, cujo população masculina foi estimada em 10 000 habitantes pelo geógrafo árabe desse século ibne Haucal. Tinha uma cidadela, uma parte interior muralhada e um arrabalde igualmente muralhado, no qual se situava o edifício do governo (dār al-emāra). Ibne Haucal relata que os regatos que corriam das montanhas vizinhas eram usados para irrigação e faziam mover dez moinhos.
A segunda cidade mais importante era Zānin (ou Sarsanda), outra cidade muralhada e fortificada que era um entreposto na estrada entre Samarcanda e Fergana. Jizaque (ou Dizak), outra das cidades de Osruxana situadas numa planície, foi um local onde se concentravam gazis e combatentes da fé, que dali faziam raides nas estepes dos turcos. Uma das várias arrábitas (rebāṭs) lá existentes foi construída por Caidar ibne Cavus (Ḵayḏar ibn Kāvus), o afexim mais conhecido da história, que também foi general ao serviço do califa Almotácime. Devido à sua localização, várias rotas importantes atravessavam a região, nomeadamente o caminho tradicional entre Samarcanda e Fergana, pelo que era o local de passagem e de paragem de muitos viajantes. Durante a época dos califados omíada e abássida, foi uma zona de fronteira da Dar al-Islam ("Casa do Islão").
Quando a expansão islâmica chegou à Transoxiana, no século VIII, Osruxana tinha uma dinastia local de príncipes iranianos. É possível que Botamã fosse uma região administrativa autónoma, já que há autores que dizem que tinha um maleque com um título curioso de Ebn Naʿnāʿ, que significa "possuidor de hortelã" e que provavelmente resultou duma corruptela ortográfica. O magnate soguediano Abul Saje Deudade (Abu’l-Sāj Divdād; m. 879), comandante militar ao serviço do califa Mutavaquil (847  861), que morreu em 879 cujos descendentes fundaram a dinastia sájida do Azerbaijão, era provavelmente originário de Botamã.

## História

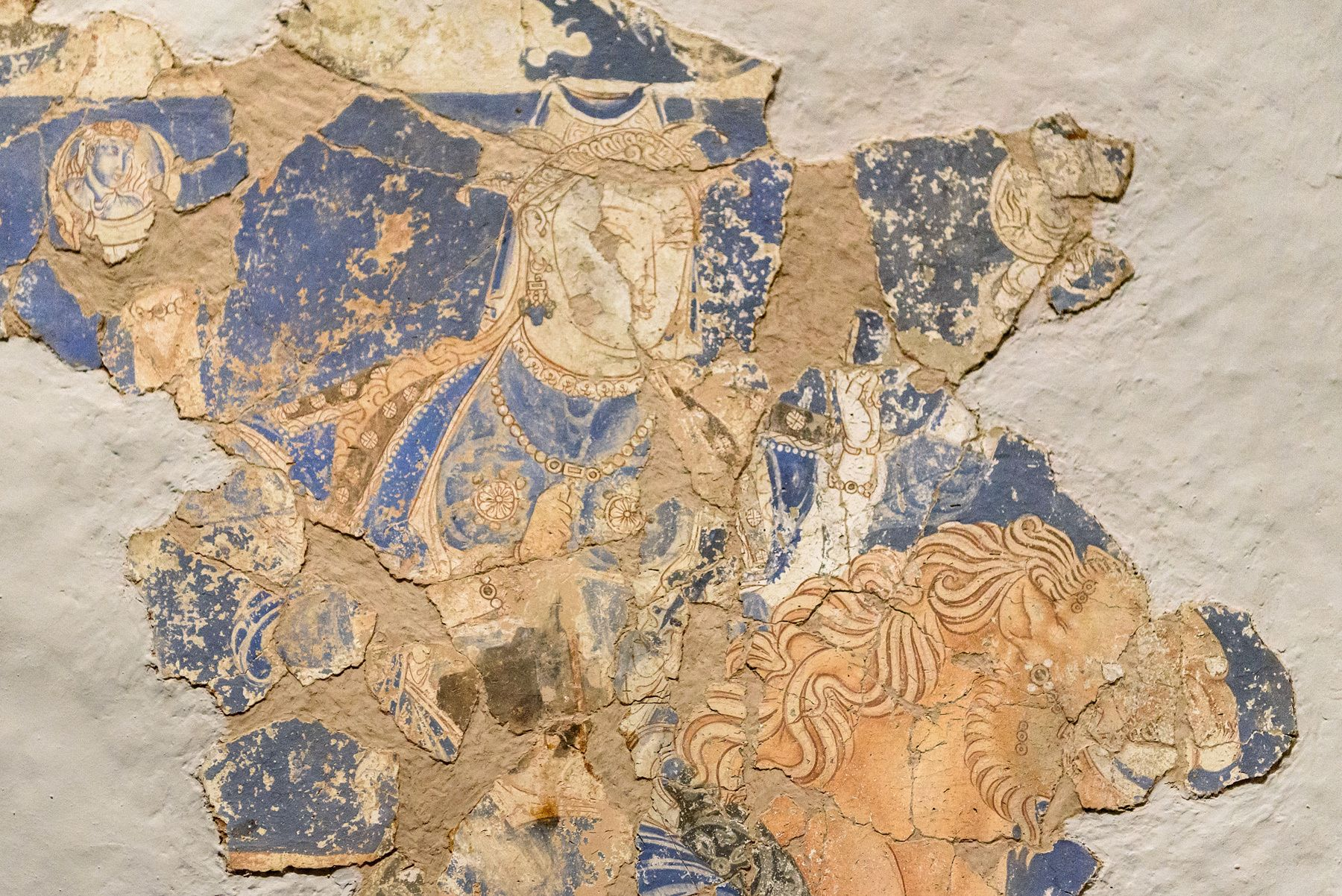
Pintura mural encontrada em

As primeiras menções históricas a Osrušana ocorrem nos relatos da conquista islâmica da transoxiana, iniciada em 712, durante o reinado do califa omíada Ualide I. O comandante da invasão, o governador de Coração Cutaiba ibne Muslim tentou, sem sucesso, conquistar o principado, lutando contra o que os cronistas chamaram os "trajados de negro".
As várias tentativas seguintes de conquista por parte dos árabes tiveram algum sucesso relativo, ao ponto dos afexins de Osruxana se reconhecerem nominalmente vassalos do califado, como ocorreu em 737. Nesse ano, o governador de Coração Asad b. Abdallāh al-Ghasrī atacou o principado e subjugou-o dois anos depois. Nácer ibne Saiar (Naṣr b. Sayyār), o último governador omíada de Coração, entre 738 e 748, invadiu Osruxana e assinou tratados com os governantes locais das regiões do curso médio e superior do Rio Sir Dária, que aparecem nas fontes árabes com o nome de degãs (dehqāns). No entanto, na prática o domínio muçulmano foi pouco efetivo e efémero, pelo menos até à segunda década do século IX, e o principado continuou independente de facto. Vários governadores muçulmanos de Coração levaram a cabo raides na regiãos e receberam tributos dos seus governantes, mas a conquista efetiva tardou em acontecer.
Após a ascensão ao poder dos abássidas, em 750, os príncipes de Osruxana declararam-se novamente vassalos do califa durante o califado de Almadi (r. 775–785), mas mais uma vez tal não passou duma formalidade sem efeito prático. a história repeitiu-se durante o califado de Harune Arraxide, quando Alfadle ibne Iáia levou a cabo uma expedição em 794-795. Nos  anais dos Tangue é relatado que o soberano de Osruxana tentou, sem sucesso, obter o apoio dos chineses contra os árabes em 752.
A região continou a resistir ao domínio muçulmano, por exemplo juntando-se à rebelião de Rafi ibne Alaite, ocorrida entre 806 e 809 e renegando os tributos acordados. Cerca de 820 durante o reinado de Almamune (r. 813–833) em Bagdade, o afexim Cavus (Kāvus) submeteu-se ao califado e mesmo depois da morte do seu filho e sucessor, Caidar ibne Cavus, os seus descendentes continuaram a reinar em Osruxana, cunhando a sua própria moeda até 893, ainda que em teoria fossem vassalos do Império Samânida. Nesse ano, o soberano samânida Ismail Samani (Esmāʿil b. Aḥmad; r. 892–907) anexou o principado ao seu império, passando a administrá-lo diretamente.
A região continou a resistir ao domínio muçulmano, por exemplo juntando-se à rebelião de Rafi ibne Alaite, ocorrida entre 806 e 809 e renegando os tributos acordados. Cerca de 820 (em 822 segundo alguns autores) durante o reinado de Almamune (r. 813–833) em Bagdade, na sequência dum conflito interno, o afexim Cavus (Kāvus) submeteu-se ao califado e converteu-se ao islão. Cavus foi sucedido pelo seu filho Caidar (Ḵayḏar ibn Kāvus, Afšin Ḵayḏar ou Ḥaydar b. Kāvus, que surge com o nome de al-Afšin na historiografia islâmica. Quando o seu pai se submeteu, Caidar já era oficial do exército abássida há vários anos, tendo-se distinguido quando estava ao serviço do irmão de Almamune, o futuro califa Almotácime, quando este era governador do Egito.
Após a morte de Caidar, os descendentes de cavus continuaram a reinar em Osruxana, cunhando a sua própria moeda até 893, ainda que em teoria fossem vassalos do Império Samânida. Nesse ano, o soberano samânida Ismail Samani (Esmāʿil b. Aḥmad; r. 892–907) anexou o principado ao seu império, passando a administrá-lo diretamente. Com a queda do samânidas no final do século X, a região passou para as mãos dos turcos caracânidas e foi iniciado o processo de turquização, o qual só ficaria completamente concluído na parte norte no século XIX ou XX. Em meados do século XIX, a principal cidade da região, Ura Tiube, situava-se na zona de fronteira disputada entre os canatos de Bucara e de Cocande e em 1866 foi anexada pelo Império Russo. Pouco depois, o viajante e diplomata americano Eugene Schuyler descreveu a sua viagem pela região que outrora tinha sido Osruxana.